# Marino di Sutri
Marino (fl. X secolo) è stato vescovo di Sutri, storicamente documentato dal 963 al 969.

## Biografia
Di tutti i vescovi sutrini del primo millennio, Marino è quello con il più alto numero di attestazioni documentarie. Il suo nome infatti appare in cinque occasioni tra il 963 e il 969.

### Contesto storico
Marino visse in uno dei momenti più difficili per la Chiesa di Roma. Nel dicembre del 955 Ottaviano, figlio del prefetto romano Alberico e di Alda, figlia del re d'Italia Ugo, era stato eletto papa, benché avesse solamente 18 anni, e, primo nella storia, cambiò il proprio nome assumendo quello di Giovanni XII. Tutti gli storici che hanno trattato del suo pontificato, lo descrivono in termini molto negativi, benché la sua autorità spirituale fosse riconosciuta in tutta Europa.
Dal punto di vista politico, i rapporti tra il giovane papa e il re tedesco Ottone I furono all'inizio improntati ad una cordiale diffidenza e ad una apparente intesa, con reciproche promesse di fedeltà. Lo stesso sovrano scese a Roma e nel febbraio 962 fu incoronato imperatore. Le cose cambiarono decisamente quando Ottone lasciò la città per l'Italia settentrionale e Giovanni XII allacciò rapporti con Adalberto, succeduto a Berengario sul trono d'Italia, contravvenendo al giuramento fatto all'imperatore, che mai avrebbe sostenuto Berengario e Adalberto. Questa alleanza e altre iniziative diplomatiche papali volte a compromettere l'autorità imperiale non solo in Italia, ma anche in Germania, assieme a diverse accuse giunte alla sua corte sulla persona e il comportamento del pontefice, determinarono Ottone a prendere in mano la situazione e a scendere nuovamente a Roma.

### Concilio di Roma del 963
Nell'autunno del 963 Ottone mosse verso Roma, che fu occupata dalle truppe imperiali in poco tempo, mentre Giovanni XII abbandonava la città per Tivoli. Il 6 novembre l'imperatore convocò e presiedette un concilio in San Pietro per investigare sull'operato del papa. Di questa riunione esiste una sola testimonianza, quella di Liutprando da Cremona, di tendenze filo imperiali. Secondo il suo racconto, a Giovanni XII furono mosse accuse infamanti, che toccavano non solo l'aspetto religioso ed ecclesiastico, ma anche la sua persona e la sua condotta morale. Fu deciso di convocare il papa, il quale rifiutò di presentarsi. Il 4 dicembre il concilio depose Giovanni XII ed elesse al suo posto il protoscriniario Leone, consacrato il 6 dicembre con il nome di Leone VIII.
Secondo il racconto di Liutprando, al concilio furono presenti oltre quaranta vescovi italiani, tra cui Marinus Sutrinus, il cui nome si trova tra quelli di Giovanni di Veroli e Giovanni di Narni.
Nel gennaio 964, dopo una rivolta soppressa nel sangue, l'imperatore lasciò Roma per una spedizione contro Adalberto. Fu l'occasione per Giovanni XII per riprendersi la sua rivincita: riuscì ad entrare in città, liberata dalla presenza di Leone VIII e dai sostenitori imperiali, ed indisse un nuovo concilio per annullare quello imperiale del novembre precedente e tutte le sue decisioni. A questa nuova assise, celebrata tra il 26 e il 28 febbraio, presero parte sedici vescovi dei dintorni di Roma e alcuni cardinali. Tra questi v'erano i vescovi di Gallese, di Nepi e di Monterano, diocesi confinanti con quella di Sutri, ma non il vescovo Marino di Sutri.

### Legazione in Germania
Il 14 maggio 964 morì Giovanni XII e l'anno successivo, all'inizio di marzo, morì anche Leone VIII. Secondo la Cronaca di Regino di Prüm, alla morte di quest'ultimo, i romani inviarono in Germania una delegazione, tra cui il protoscrinario Azone e Marinus Sutriensis ecclesiae episcopus, per informare l'imperatore della morte del papa e per chiedere l'istituzione di un nuovo pontefice. Ottone I inviò a Roma Otgaro di Spira e Liutprando da Cremona come suoi rappresentanti nell'elezione che portò, dopo diversi mesi di trattative, alla scelta del vescovo di Narni, Giovanni XIII, consacrato il 1º ottobre.

### Concilio di Ravenna del 967
I primi mesi di pontificato di Giovanni XIII non furono facili: accusato di nepotismo, prima venne imprigionato a Castel Sant'Angelo e poi esiliato. Poté riprendere possesso di Roma solo grazie a Ottone I, nel mese di novembre 966. Da questo momento sono noti i concili romani di novembre 966 e di gennaio 967; quest'ultimo, a causa della mole di argomenti da trattare, fu aggiornato a Ravenna nel mese di aprile.
Il sinodo ravennate, presieduto da Ottone e da Giovanni XIII, si svolse tra il 20 e il 25 aprile 967. Non esistono gli atti, ma solo alcune lettere sinodali con le decisioni approvate. Il nome di Marino di Sutri compare espressamente in due di queste lettere: nella sinodale del 22 aprile a favore dell'abbazia di Quedlinburg, dove Marino Sutriensi è menzionato assieme ad alcuni vescovi che dettero il loro assenso alla decisione papale, tra Benedetto di Porto e Sicone di Blera; e nella sinodale del 25 aprile, con la quale venne confermata la scomunica e la deposizione dell'arcivescovo Herold di Salisburgo e l'elezione al suo posto di Federico, sinodale che fu  sottoscritta da Marinus sancte Sutriensis ecclesie episcopus, in 9ª posizione tra Widone di Selva Candida e Benedetto di Porto.

### Concilio di Roma del 967/968
Verso la fine del 967, Ottone I e il figlio Ottone II scesero a Roma e il giorno di Natale Ottone II fu incoronato in San Pietro co-imperatore. Nei giorni successivi fu celebrato un nuovo concilio alla presenza di numerosi vescovi italiani e tedeschi, dove vennero affrontate diverse questioni, tra cui anche la soluzione dell'antica controversia relativa ai patriarcati di Aquileia e di Grado. Anche di questo sinodo non si possiedono gli atti completi, ma solo alcune lettere sinodali. Il nome di Marinus episcopus sancte Sudriensis eclesie si trova, in 6ª posizione tra Odalrico di Bergamo e Sicone di Blera, tra le sottoscrizioni della lettera del 2 gennaio 968 a favore dell'abbazia di Hersfeld, alla quale viene concessa l'immediata soggezione alla Santa Sede e il diritto di libera elezione dell'abate.

### Concilio di Roma del 969
L'ultima attestazione di Marino è il concilio celebrato a Roma nel mese di maggio del 969. Diversi furono gli argomenti trattati durante il sinodo. Dei suoi atti è stato conservato solo il decreto con cui la sede di Benevento, su richiesta dell'imperatore Ottone e del principe di Capua Pandolfo Testadiferro, viene elevata al rango di sede metropolitana. In questo modo papa Giovanni XIII intendeva aumentare l'influenza della Chiesa latina nel Meridione italiano e contenere la forte influenza bizantina. Marinus episcopus sancte Sutrensis ecclesie sottoscrisse la lettera sinodale indirizzata a Landolfo di Benevento, al 6º posto tra Giovanni di Anagni e Benedetto di Terracina.